# Phaeoacremonium angustius
Phaeoacremonium angustius är en svampart som beskrevs av W. Gams, Crous & M.J. Wingf. 1996. Phaeoacremonium angustius ingår i släktet Phaeoacremonium och familjen Togniniaceae.   Inga underarter finns listade i Catalogue of Life.